# Voulmentin
Voulmentin es una comuna nueva francesa situada en el departamento de Deux-Sèvres, de la región de Nueva Aquitania.

## Historia
Fue creada el 1 de enero de 2013, en aplicación de una resolución del prefecto de Deux-Sèvres de 14 de septiembre de 2012 con la unión de las comunas de Saint-Clémentin y Voultegon, pasando a estar el ayuntamiento en la antigua comuna de Saint-Clémentin.

## Demografía
| Gráfica de evolución demográfica de Voulmentin entre 1800 y 2006 |
|                                                                  |

Los datos entre 1800 y 2013 son el resultado de sumar los parciales de las dos comunas que forman la nueva comuna de Voulmentin, cuyos datos se han cogido de 1800 a 1999, para las comunas de Saint-Clémentin y Voultegon de la página francesa EHESS/Cassini. Los demás datos se han cogido de la página del INSEE.

## Composición
| Comuna delegada | Código INSEE | Población   | Superficie (km²) | Densidad (hab./km²) |
| --------------- | ------------ | ----------- | ---------------- | ------------------- |
| Saint-Clémentin | 79242        | 1090 (2012) | 13.82            | 79                  |
| Voultegon       | 79356        | 532 (2006)  | 17.41            | 31                  |